# 朝日町立朝日中学校 (富山県)
朝日町立朝日中学校（あさひちょうりつ あさひちゅうがっこう）は、富山県下新川郡朝日町にある町立中学校である。

## 校舎概要
校舎は鉄筋コンクリート造3階建て、延床面積7,358m2。体育館は延床面積2,396m2、階上は体育館、階下は900人収容のランチルーム『ふれあい広場』となっている。

## 沿革
個別に出典が提示されている箇所以外の出典→
- 1982年（昭和57年）
  - 4月1日 - 町立2校（泊中学校・小川中学校）が統合し、新設された朝日町立朝日中学校となる。総工費13億5,000万円[3]。
  - 6月 - 校旗樹立。
- 1983年（昭和58年）3月2日 - 校歌制定[5]。
- 1984年（昭和59年）6月 - モニュメント『巣立ち』建立。
- 1986年（昭和61年）3月 - 水泳プール竣工。
- 1991年（平成3年）
  - 2月 - コンピュータ室完成。
  - 11月 - 創校10周年記念式典開催。
- 2001年（平成13年）10月 - 創校20周年記念式典開催。
- 2010年（平成22年）
  - 2月 - 体育館耐震工事完了。
  - 9月 - 校舎の改築工事に着手。
- 2011年（平成23年）
  - 7月 - 新校舎竣工式挙行。
  - 11月 - 創校30周年記念式典開催。
- 2016年（平成28年）8月 - 普通教室棟と特別教室棟への空調機設置工事が完了。
- 2019年（令和元年）
  - 7月 - タブレット40台導入。
  - 11月 - ネットルールづくり。
- 2020年（令和2年）9月 - タブレット227台導入（1人1台）。遠隔・オンライン授業に対応。
- 2021年（令和3年）4月 - 朝日町型小中連携教育スタート。同月から、デジタル教科書導入。

## 通学区域
朝日町全地域

## 周辺
- 朝日町文化体育センター
  - サンアリーナ - 敷地が隣接。
  - 総合グラウンド - 敷地が隣接。
  - テニスコート
  - 子供の広場
- 木流川
- 北陸電力送配電泊変電所
- 北陸自動車道 - 道路はすぐ近くを通るが、朝日ICは、やや離れている。
- 朝日町役場 - 北陸道と国道の間に位置する。
- 国道8号

## アクセス
- 朝日町コミュニティバス『あさひバス』「D1 南保線」で、
  - 「サンリーナ・朝日中学校」停留所から、校地南西側の門まで、徒歩約345m・約5分。
  - 「越(南保)」停留所から、校地東側の門まで、徒歩約355m・約5分。
- あいの風とやま鉄道あいの風とやま鉄道線泊駅から、
  - 上述の『あさひバス』に乗車し、
    - 「サンリーナ・朝日中学校」停留所まで13分、下車後徒歩。
    - 「越(南保)」停留所まで17分、下車後徒歩。

  - 車で約2km・約4分。